# Base Orcadas
Base Orcadas é uma base Argentina na Antártida. É a primeira base permanente na área definida pelo Tratado da Antártida. Está localizada na Ilha Laurie, uma das Ilhas Órcades do Sul (em espanhol: Islas Orcadas del Sur), a 4 metros acima do nível do mar e 170 metros da costa.
O porto mais próximo é a cidade Argentina de Ushuaia, que está a 1,502 km de distância. A base tem 11 prédios e quatro temas principais de pesquisa: glaciologia continental, sismologia, glaciologia marinha da zona (desde 1985) e observações meteorológicas (desde 1903).

## História
Em 1903, Dr. William S. Bruce, da Expedição Nacional Antártica Escocesa, estabeleceu a Omond House, uma estação meteorológica na Ilha Laurie. Durante a expedição, no entanto, a tripulação ficou presa no gelo e, incapaz de navegar, ficaram na estação de inverno.
Bruce deixou o posto em dezembro daquele ano e foi para Buenos Aires reparar o navio, deixando alguns homens para continuar a manter observações.
Desde 22 de fevereiro de 1904 a Argentina manteve uma base permanentemente povoada lá, uma das seis Bases Argentinas permanentes no pedido de reivindicação de território da Antártida, e uma das primeiras bases permanentemente habitadas na Antártida.
Orcadas foi a única base sobre as ilhas por 40 anos até que os britânicos estabeleceram uma base pequena de verão. Ela também teve o primeiro radiotelégrafo do continente (em 1927). Os 11 prédios da base acolhem até 45 pessoas durante o verão, e uma média de 14 durante o inverno.